# فهرست میراث جهانی در برزیل
برزیل دارای ۱۸ مکان در فهرست میراث جهانی یونسکو (تا سال ۲۰۱۴) است. علاوه بر این، تا سال ۲۰۱۴، ۳۸ مکان به عنوان نامزد فهرست میراث جهانی در برزیل ثبت شده‌است.

## فهرست میراث جهانی
1. آبشار ایگواسو
2. آب‌سنگ حلقوی روکاس
3. اورو پرتو
4. اولیندا
5. برازیلیا
6. پارک ملی ایگوئاچو
7. پارک ملی جاو
8. پارک ملی سرا دا کاپیوارا
9. پانتانال
10. جنگل اطلس
11. دیامانتینا
12. ریو دو ژانیرو
13. سائو لوئیس، مارانهاو
14. سالوادور، باهیا
15. سیرا دو مار
16. فرناندو دی نورونیا
17. کونگونهاس
18. گویاس